# Rollin' with tha Mutha
Albums de Revolution Mother
Glory Bound
Rollin With Tha Mutha est le second album du groupe de heavy metal / punk hardcore Revolution Mother. Sortit le 7 juillet 2009, l'album fut enregistré comme le précédent à Costa Mesa, Californie. Continuant sur leur lancé de leur premier album, Rollin With Tha Mutha est un mélange de punk à la Black Flag et du heavy metal à la Motörhead.

## Liste des chansons
1. Rollin' with tha Mutha
2. MOFO
3. Killin' Machine
4. Born To Rock'n'Roll
5. The Snake
6. Night Ride
7. Ride the Sky
8. Hit List
9. Runaway Train
10. Time Machine
11. Crossroader
12. The Rider (chanson cachée)

## Membres
- Mike Vallely - Chant
- Jason Hampton - Guitare / chœurs
- Colin Buiss - basse
- Brendan Murphys - batterie